# Ruthless Aggression Era

Logo della WWE usato durante la Ruthless Aggression Era

La Ruthless Aggression Era è stato un periodo storico della federazione di wrestling World Wrestling Entertainment, caratterizzato dal monopolio degli show televisivi, grazie all'acquisizione della rivale World Championship Wrestling da Ted Turner.
La Ruthless Aggression Era iniziò il 7 maggio 2002, quando la World Wrestling Federation fu costretta a modificare il proprio nome in World Wrestling Entertainment, e terminò il 22 luglio 2008, quando la federazione passò a una classificazione definita dal Parental Guidance.

## Panoramica
Durante questo periodo venne deciso di separare i roster di Raw e SmackDown!, facendoli competere ciascuno nel proprio programma televisivo di appartenenza; ogni settimana, il lunedì sera per tutti i wrestler di Raw e il giovedì sera per i wrestler di SmackDown!. Ciascun roster avrebbe avuto tipologie di titoli ed eventi in pay-per-view esclusivi, creando una vera e propria divisione fra i wrestler dei due roster e permettendo la nascita della rivalità tra Raw e SmackDown! per determinare quale fosse il roster dominante. I roster si sarebbero incontrati solo nei quattro eventi in pay-per-view più importanti, denominati "interpromozionali" (che la WWE definiva come interbrand) – ovvero dove competevano entrambi i roster – e tali eventi erano: Royal Rumble, WrestleMania, SummerSlam e Survivor Series. Per questi motivi, questo periodo è conosciuto anche come "Brand Extension Era".
Nel novembre 2005, SmackDown! venne spostato al venerdì sera, mentre nel 2006 fu aggiunto un terzo roster, l'ECW, i cui wrestler competevano il martedì sera. Dal 2007, la divisione dei pay-per-view dei due roster divenne molto meno radicale e i tre roster iniziarono a comparire insieme in tutti gli eventi a pagamento, anche perché il roster della ECW possedeva un solo evento in pay-per-view esclusivo, disputato una sola volta nel 2006: December to Dismember.
Questo periodo iniziò nel 2002 e si concluse nel 2008, segnando l'affermazione di wrestler già affermati come Bill Goldberg, Kurt Angle, Triple H, Shawn Michaels, Big Show, The Undertaker, Chris Jericho, Kane e Booker T. Inoltre, emersero wrestler nuovi e promettenti quali Brock Lesnar, Chris Benoit, Eddie Guerrero, John Bradshaw Layfield, Randy Orton, Batista, John Cena, Edge, Rey Mysterio, Rob Van Dam e Christian.

## Storia
Nel 2000, il World Wide Fund for Nature (il cui acronimo era WWF, come la federazione), un'organizzazione ambientalista, querelò la World Wrestling Federation per aver violato un accordo del 1994 che limitava l'uso da parte della Titan Sports dell'acronimo "WWF" al di fuori dei confini degli Stati Uniti d'America. La causa si risolse con la vittoria del World Wide Fund, costringendo la federazione a cambiare nome. Il 5 maggio 2002 fu lanciato lo slogan «Get the "F" out» e l'URL del sito ufficiale cambiò da WWF.com a WWE.com. Il giorno dopo, durante una conferenza stampa, fu ufficializzato il cambio di nome della compagnia in World Wrestling Entertainment, Inc. (WWE). Il cambio di nome fu ribadito la sera dello stesso giorno durante la puntata di Raw, tenutasi a Hartford, nel Connecticut.
L'ultimo evento televisivo targato WWF fu l'evento in pay-per-view Insurrextion, ma la Ruthless Aggression iniziò ufficialmente poco dopo WrestleMania X8. "Ruthless Aggression" divenne anche la marca ufficiale di molte vecchie edizioni delle action figure WWE. «Ruthless aggression» era inoltre uno slogan ripetutamente menzionato da diversi wrestler durante questa era, tanto che Chris Benoit creò un suo slogan molto simile: «Toothless aggression», in riferimento al fatto che a lui mancava un dente. Come ulteriore conferma, anche nei videogiochi WWE SmackDown! vs. Raw 2006, 2007 e 2008, il telecronista Jerry "The King" Lawler ripeteva più volte: «This is what the company is all about. Ruthless Aggression is the name of the game!».La Ruthless Aggression Era inizia al termine della Attitude Era e si conclude con l'inizio della PG Era nel 2008.
Durante questo periodo, la WWE iniziò ad avvicinarsi a un pubblico più giovane attraverso storie e merchandising (alcune puntate di SmackDown! venivano addirittura già classificate come TV PG). Tuttavia, questo periodo non poteva essere definito come "PG", poiché i programmi televisivi della WWE contenevano ancora molti contenuti espliciti, simili a quelli dell'Attitude Era: violenza, sangue, linguaggio scurrile e segmenti con le Diva dal contenuto erotico, come i Bikini contest e i Bra and panties e Fullfill your fantasy match. La maggior parte della programmazione della Ruthless Aggression Era continuò quindi a essere classificata come programmi vietati ai minori di quattordici anni.

### L'inizio della Ruthless Aggression Era
A dare inizio all'Era Ruthless Aggression fu Vince McMahon, che in un episodio di Raw definì Brock Lesnar, da poco uscito vittorioso dal torneo King of the Ring, il wrestler che possedeva più «ruthless aggression», annunciando che da quel momento in poi sarebbe iniziata una nuova era, nella quale si sarebbero affermati solo i wrestler che, come Lesnar, avrebbero dimostrato di possedere questa qualità.
Alla scenografia di SmackDown! furono apportate modifiche, come il pugno gigante, che divenne un vero e proprio simbolo di questo periodo.
Durante le puntate dei programmi televisivi settimanali si continuò a parlare del movimento "aggressione spietata", in particolare Kurt Angle, che lanciava settimanalmente sfide a nuovi promettenti wrestler (durante il suo debutto, John Cena scandì proprio le parole «ruthless aggression» prima di affrontare Angle). Brock Lesnar, con i suoi slogan del tipo "Here comes the pain" ("Arriva il dolore!"), divenne un altro simbolo di questa era. Angle e Lesnar rappresentarono il roster di SmackDown!, mentre per quanto riguarda Raw, il wrestler principale era Triple H, che dominava gran parte della programmazione. Egli era quasi sempre in competizione per il titolo mondiale, spesso come campione in carica, affrontando avversari del calibro di Chris Jericho, Bill Goldberg e Booker T.
Nel 2003 a SmackDown!, Lesnar e Angle si contendevano il posto di wrestler dominante sfidandosi in molti match, tra cui quelli di WrestleMania XIX valido per il WWE Championship e il 60 minutes Iron Man Match, entrambi vinti da Lesnar. Ci fu anche un triple threat match che coinvolse anche The Big Show, che vide invece vittorioso Kurt Angle.

## I protagonisti della Ruthless Aggression Era

### Brock Lesnar Undisputed e WWE Champion (2002–2004)
Il 22 luglio 2002, Brock Lesnar passò dal roster di Raw a quello di SmackDown. Iniziò quindi una faida con il detentore del WWE Undisputed Championship, The Rock, la cui faida culminò a SummerSlam con la vittoria di Brock Lesnar, che riuscì a diventare il più giovane campione nella storia della WWE a soli 25 anni. Secondo quanto stabilito dalla federazione, il WWE Undisputed Championship doveva essere difeso in entrambi i roster. Tuttavia, l'allora general manager di SmackDown! Stephanie McMahon annunciò che per contratto Lesnar avrebbe potuto combattere solo nello show da lei gestito. Eric Bischoff, general manager di Raw, decise quindi di dividere nuovamente il WWE Undisputed Championship, tenendo per il suo show il World Heavyweight Championship e lasciando a SmackDown! il WWE Championship; ciò ovviamente determinò la fine del WWE Undisputed Championship.Nel mese di settembre, Brock Lesnar intraprese una faida con The Undertaker; i due si scontrarono a Unforgiven, con il match che finì in una doppia squalifica. Il rematch tra Brock Lesnar e The Undertaker avvenne a No Mercy in un Hell in a Cell match, dove a vincere fu Brock Lesnar, che riuscì quindi a mantenere il WWE Championship.

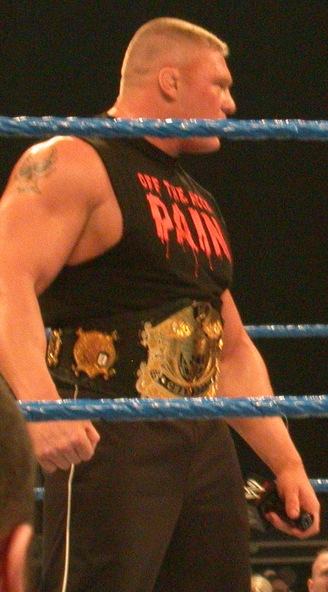
Brock Lesnar nel 2003 con il WWE Championship

Nel novembre 2002, Brock Lesnar iniziò una faida con Big Show; i due si affrontarono a Survivor Series, dove a vincere fu Big Show, che conquistò il WWE Championship grazie al tradimento di Paul Heyman ai danni di Lesnar. Alla Royal Rumble, Brock Lesnar vinse il Royal Rumble match, entrando con il numero ventinove ed eliminando per ultimo The Undertaker, e decise quindi di sfidare il campione Kurt Angle a WrestleMania XIX. Lesnar sconfisse Kurt Angle, riuscendo a conquistare il WWE Championship per la seconda volta in carriera.
Il mese successivo, Brock Lesnar iniziò una faida con John Cena dopo che quest'ultimo era riuscito a vincere un torneo che determinava il contendente numero uno al WWE Championship detenuto da Lesnar. A Backlash, Lesnar conservò il titolo sconfiggendo Cena. Più tardi, nel mese di giugno, iniziò una nuova rivalità con Big Show, culminata a Judgment Day in uno Stretcher Match, con la vittoria di Brock Lesnar, che mantenne il titolo mondiale. Nell'evento di luglio, Vengeance, Lesnar perse il titolo in un Triple threat match al quale parteciparono Big Show e Kurt Angle; a vincere fu proprio quest'ultimo, che conquistò il WWE Championship.
Nella puntata di SmackDown! del 7 agosto, Brock Lesnar divenne heel attaccando Kurt Angle. A SummerSlam, Brock Lesnar non riuscì a riconquistare il WWE Championship venendo sconfitto da Kurt Angle. Il 18 settembre a SmackDown!, Brock Lesnar riconquistò per la terza volta il WWE Championship battendo Kurt Angle in un 60 minutes Iron Man match. Più tardi iniziò una rivalità con The Undertaker, difendendo il titolo con successo a No Mercy in un Biker Chain Match.
Nel gennaio 2004, Brock intraprese una faida con Hardcore Holly, tornato dopo un anno di assenza a causa di un infortunio al collo procurato proprio da Brock Lesnar; alla Royal Rumble, Brock Lesnar mantenne il WWE Championship battendo proprio Hardcore Holly e più tardi attaccò Goldberg nel Royal Rumble match, non permettendogli di vincere e iniziando una faida con questi.
A febbraio, Brock Lesnar iniziò una rivalità con Eddie Guerrero e a No Way Out, Brock Lesnar perse il WWE Championship proprio contro Eddie Guerrero a causa dell'intervento di Goldberg, che colpì Brock Lesnar con una spear mentre l'arbitro era svenuto, per vendicarsi di quanto aveva fatto Brock Lesnar alla Royal Rumble. A WrestleMania XX, Brock disputò il suo ultimo match in WWE, perdendo contro Bill Goldberg; dopo il match, Brock Lesnar e Goldberg vennero colpiti da una Stunner da Steve Austin (arbitro speciale del match). Nella puntata di SmackDown! dopo WrestleMania, il sito ufficiale della WWE annunciò che Brock Lesnar non faceva più parte della federazione perché, come dichiarato dallo stesso Lesnar, quest'ultimo voleva tentare una carriera nella National Football League.

### Eddie Guerrero e Chris Benoit campioni del mondo (2004)
Brock Lesnar e Kurt Angle continuarono ad essere i protagonisti di questo periodo fino agli inizi del 2004 quando Chris Benoit vinse la Royal Rumble del 2004, entrando per primo ed eliminando in finale Big Show. Chris Benoit decise di sfruttare la title shot ottenuta per WrestleMania XX per affrontare Triple H con in palio World Heavyweight Championship, passando quindi al roster di Raw. Durante una puntata di SmackDown! venne quindi deciso dall'allora general manager Paul Heyman di far disputare una speciale Royal Rumble match a quindici uomini con i migliori wrestler appartenenti esclusivamente a SmackDown!, ed il vincitore sarebbe divenuto il contendente numero uno a No Way Out per il WWE Championship di SmackDown! allora detenuto da Brock Lesnar. Il vincitore di questo speciale match fu Eddie Guerrero che in finale eliminò Kurt Angle, ottenendo così il grado di main eventer.

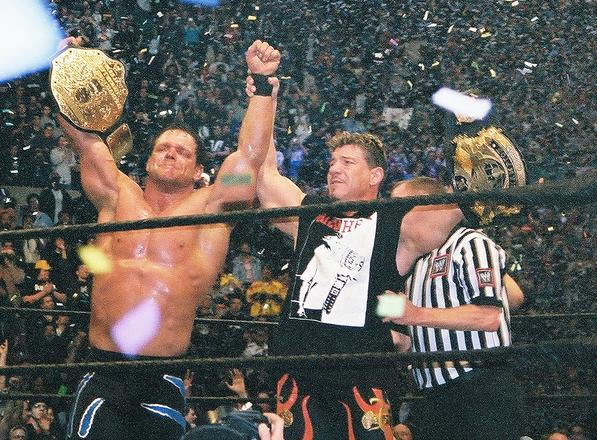
Per tutta la prima parte del 2004 Eddie Guerrero e Chris Benoit furono i wrestler dominanti di SmackDown! e Raw, divenendone i rispettivi campioni.

Eddie Guerrero riuscì a vincere il WWE Championship, diventando così campione del mondo, sconfiggendo proprio Brock Lesnar a No Way Out. Nel match, Eddie Guerrero si dimostrò capace di tenere testa all'avversario nonostante la notevole differenza di peso che c'era tra loro. In particolare, Guerrero prese di mira le gambe di Brock Lesnar cercando di fiaccare la resistenza di quest'ultimo tramite mosse di sottomissione. Alla fine, Eddie Guerrero riuscì a trionfare grazie a un errore di Brock Lesnar, che nell'eseguire una F-5 colpì l'arbitro, permettendo così a Goldberg di intromettersi nel match per favorire il wrestler messicano. Tuttavia, l'intervento di Goldberg, pur aiutando Eddie Guerrero, non fu determinante per la sua vittoria; Eddie vinse il match poco dopo grazie alla sua abilità nel rovesciare un secondo tentativo di F-5 di Brock Lesnar, trasformando la mossa in una Tornado DDT e chiudendo l'incontro con una Frog Splash, che gli permise di aggiudicarsi la contesa e il WWE Championship.
Nel frattempo a Raw, Chris Benoit iniziava una faida con il detentore del World Heavyweight Championship, Triple H, e con Shawn Michaels, deciso a partecipare anch'egli all'incontro valido per il titolo di Triple H a WrestleMania XX. Michaels si intromise durante la firma del contratto per il match di WrestleMania tra Triple H e Benoit, colpendo quest'ultimo con una Sweet Chin Music e firmando il contratto al posto suo. Avendo vinto la Royal Rumble, a Benoit spettava comunque un incontro per il titolo mondiale a WrestleMania, ma, data l'intromissione di HBK, il match tra HHH e Chris Benoit venne trasformato in un triple threat che includeva anche Shawn Michaels. Intanto a SmackDown!, Eddie Guerrero, appena divenuto campione del mondo, fu sfidato in maniera ostile da Kurt Angle, che, diventato contendente numero uno al suo titolo, lo attaccò a sorpresa.
Durante la ventesima edizione di WrestleMania, nei due incontri principali, Eddie Guerrero sconfisse Kurt Angle mantenendo il WWE Championship nella sua prima difesa del titolo mondiale, mentre Chris Benoit sconfisse Shawn Michaels e Triple H dopo aver fatto cedere quest'ultimo alla sua Crippler Crossface, diventando il nuovo detentore del World Heavyweight Championship in un match molto combattuto che vide Shawn Michaels e Triple H sanguinare copiosamente. La vittoria di Chris Benoit fu accolta da una grande ovazione del pubblico, che si era schierato quasi interamente dalla sua parte. Alla fine, anche Eddie Guerrero, suo amico di vecchia data, salì sul ring per congratularsi con lui per la vittoria; insieme conclusero WrestleMania XX entrambi da campioni del mondo di SmackDown! e Raw, festeggiando le loro vittorie tra gli applausi del pubblico e circondati da una pioggia di coriandoli.
Questo momento è considerato l'apice della Ruthless Aggression Era e probabilmente il finale più memorabile di sempre di un'edizione di WrestleMania: due grandi amici, Eddie Guerrero e Chris Benoit, condividevano l'emozione di essere entrambi campioni assoluti all'evento più importante della WWE. La vittoria del titolo mondiale significava tutto per loro: entrambi avevano lottato sui ring di innumerevoli federazioni di wrestling sparse per il mondo per oltre 15 anni, e ora il loro duro lavoro veniva finalmente ripagato con la conquista del titolo della federazione più prestigiosa di questa disciplina, la WWE.
Tuttavia, a causa degli eventi tragici legati alla morte di Chris Benoit nel 2007 (duplice omicidio-suicidio), la WWE ha scelto di non ricordare ufficialmente questo momento, prendendo le distanze dalla figura e dal nome di Benoit. Di conseguenza, egli non viene più menzionato nei programmi della federazione, segnando una triste pagina nella storia del wrestling professionistico

### John Bradshaw Layfield WWE Champion (2004–2005)
Durante il regno di WWE Champion di Eddie Guerrero, Bradshaw cambiò il suo personaggio, passando dal wrestler generico membro degli Acolytes Protection Agency (The APA) alla gimmick dell'arrogante miliardario texano, utilizzando il suo nome John Layfield e il soprannome Bradshaw per crearsi l'acronimo di "JBL" (John Bradshaw Layfield). JBL, appoggiato dall'allora General Manager Kurt Angle, lanciò una sfida aperta proprio al campione Eddie Guerrero, attaccandolo a sorpresa durante un suo match contro Booker T. Iniziò quindi un feud con Eddie Guerrero, durante il quale si ricorda il loro cruento match per il WWE Championship a Judgment Day, che terminò con la vittoria di JBL, sebbene solo per squalifica. Eddie Guerrero riuscì comunque a mantenere il titolo WWE e si vendicò degli affronti subiti nelle settimane precedenti per mano di JBL, iniziando una vera e propria rissa post-match con quest'ultimo ed eseguendo su di lui la sua Frog Splash. Da notare anche il doppio bladejob eseguito da entrambi i lottatori, che li vide sanguinare in modo particolarmente copioso. In particolare, Eddie Guerrero affrontò più della metà del match ricoperto da una maschera di sangue a seguito di una violenta sediata inflitta da JBL, il quale venne ferito anch'egli, col medesimo oggetto, da Eddie Guerrero, ma solo nel finale.

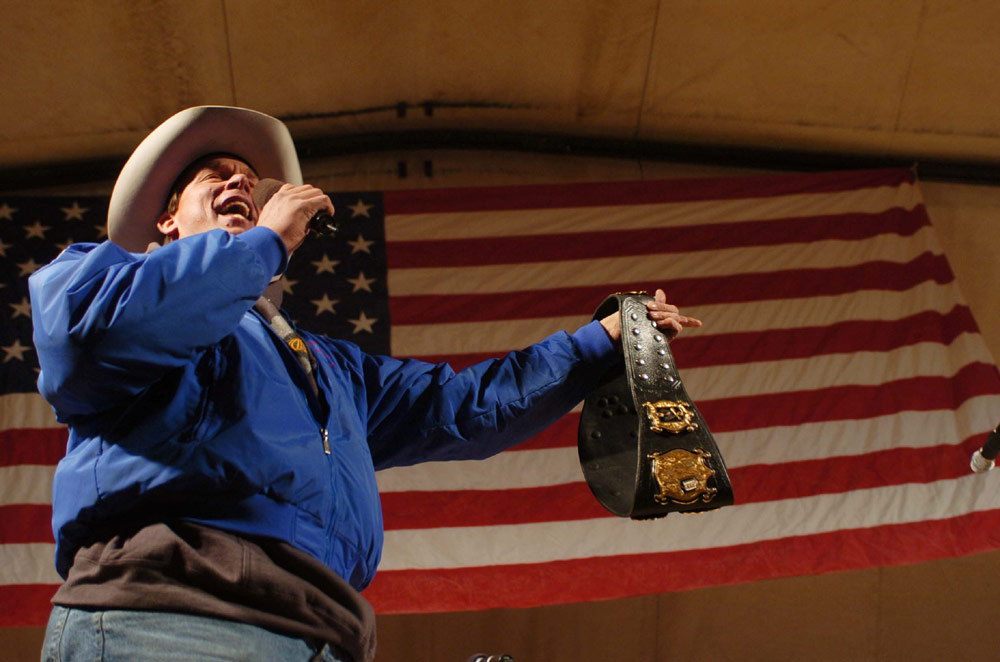
John Bradshaw Layfield durante il suo regno con il WWE Championship

 Avendo comunque vinto l'incontro, anche se solo per squalifica, JBL ebbe diritto a un rematch, prontamente concesso per The Great American Bash dall'allora general manager di SmackDown! Kurt Angle, che cercava ormai da mesi di far terminare il regno da campione di Eddie Guerrero a favore di JBL. Bradshaw richiese e ottenne la possibilità di affrontare Guerrero in un Texas Bullrope match, che, vista la sua maggiore forza fisica, lo vedeva favorito sul campione. Tuttavia, Eddie Guerrero riuscì comunque a mettere JBL in serie difficoltà, riuscendo addirittura a farlo sanguinare nuovamente. Eddie sembrò trionfare, ma Kurt Angle utilizzò il suo potere di general manager per ribaltare la decisione arbitrale, facendo notare che JBL aveva effettivamente toccato i quattro angoli prima di Eddie Guerrero, sebbene involontariamente, avendo toccato il quarto angolo con la spalla a seguito di una spinta del messicano. Secondo il contratto del match, la vittoria spettava comunque a JBL, che venne così dichiarato nuovo campione del mondo. Il miliardario texano riuscì inoltre a sconfiggere nuovamente Eddie Guerrero in uno Steel cage match, venendo ancora aiutato da Kurt Angle a fuggire dalla gabbia. Da ricordare nel match la spettacolare Frog Splash eseguita dalla cima della gabbia da Eddie Guerrero ai danni di JBL, che tuttavia riuscì ad evitare lo schienamento. Ormai divenuto campione di SmackDown!, JBL mantenne il titolo per circa nove mesi, sconfiggendo diversi altri importanti wrestler di SmackDown!, tra cui The Undertaker, Booker T, Big Show e lo stesso Kurt Angle, in diverse stipulazioni di match. JBL vinse quasi sempre in maniera scorretta o comunque controversa, ricevendo spesso aiuti da parte del suo Cabinet (Orlando Jordan e i fratelli Basham). Dopo ben nove mesi di regno, che all'epoca gli valsero il titolo di campione più duraturo della storia di SmackDown!, JBL venne infine battuto da John Cena a WrestleMania 21.

### I regni da campione mondiale di Randy Orton (2004–2007)

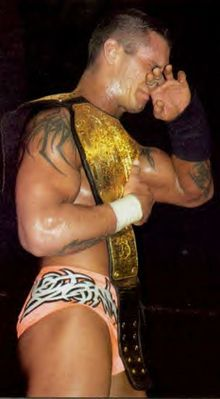
Randy Orton dopo aver conquistato il World Heavyweight Championship a SummerSlam

Durante la lunga faida tra Triple H e il nuovo campione, Chris Benoit, Triple H non riuscì a battere Benoit in incontri validi per il titolo e non poté quindi riconquistare il campionato. Venne nominato un nuovo contendente numero uno al titolo di Benoit, Randy Orton, alleato di Triple H e membro dell'Evolution, una delle più celebri stable della WWE. A sorpresa, Orton sconfisse Chris Benoit a SummerSlam, diventando il campione del mondo più giovane nella storia della WWE, avendo solo 24 anni. Dopo il match, Benoit si congratulò con Orton per la vittoria ottenuta in maniera pulita. Tuttavia, proprio come accaduto alla fine di WrestleMania XX, la vittoria del primo titolo mondiale di Randy Orton è offuscata dagli eventi riguardanti il caso Benoit, poiché la WWE non menziona ufficialmente Benoit a seguito della sua morte, omettendo così i dettagli relativi alla prima vittoria del titolo dei Pesi Massimi da parte di Orton.
Il primo regno di Randy Orton era comunque destinato a concludersi rapidamente, in quanto il leader dell'Evolution, Triple H, invidioso del successo inaspettato di Orton, lo tradì mettendolo contro gli altri membri della stable, ovvero Batista e Ric Flair. In seguito, Triple H riuscì a riconquistare il titolo meno di un mese dopo la vittoria di Orton, avviando una lunga faida che si concluse alla Royal Rumble con la vittoria di Triple H.
Orton effettuò un turn heel e iniziò una rivalità con The Undertaker, tentando di fermare la sua Streak a WrestleMania 21, ma senza successo. Trasferito dal draft a SmackDown!, Randy riuscì però a battere Undertaker a SummerSlam e a No Mercy, quest'ultimo match disputato in coppia con il padre Bob Orton Jr., apparentemente concludendo la rivalità. Alle Survivor Series, Randy Orton portò alla vittoria il team di SmackDown! facendo squadra con Batista, John Bradshaw Layfield, Rey Mysterio e Bobby Lashley, battendo il team di Raw composto da Shawn Michaels, Big Show, Kane, Carlito e Chris Masters. Al termine del match, Randy Orton venne però attaccato da Undertaker, tornato da una bara infuocata e deciso a terminare la faida con Orton una volta per tutte. I due si affrontarono in un cruento Hell in a Cell match che vide vittorioso Undertaker, ponendo fine alla rivalità.
Randy Orton tentò poi di vincere il World Heavyweight Championship a WrestleMania 22 in un incontro contro l'allora campione Kurt Angle e Rey Mysterio, ma fu quest'ultimo a prevalere. Perse diverse altre volte in match titolati contro Rey Mysterio. Nel 2007, Randy Orton partecipò a un incontro contro John Cena, Shawn Michaels ed Edge valido per il WWE Championship, uscendo sconfitto; tuttavia, riuscì comunque ad ottenere il titolo mondiale nell'ottobre 2007, dopo l'infortunio del precedente campione John Cena, con cui aveva una rivalità in corso. Perse poi il titolo contro Triple H, ma riuscì a riconquistarlo nel corso della stessa serata a No Mercy, mantenendo il titolo fino ad aprile 2008, quando la Ruthless Aggression Era stava giungendo al termine.

### Batista pluricampione dei Pesi Massimi (2005–2007)

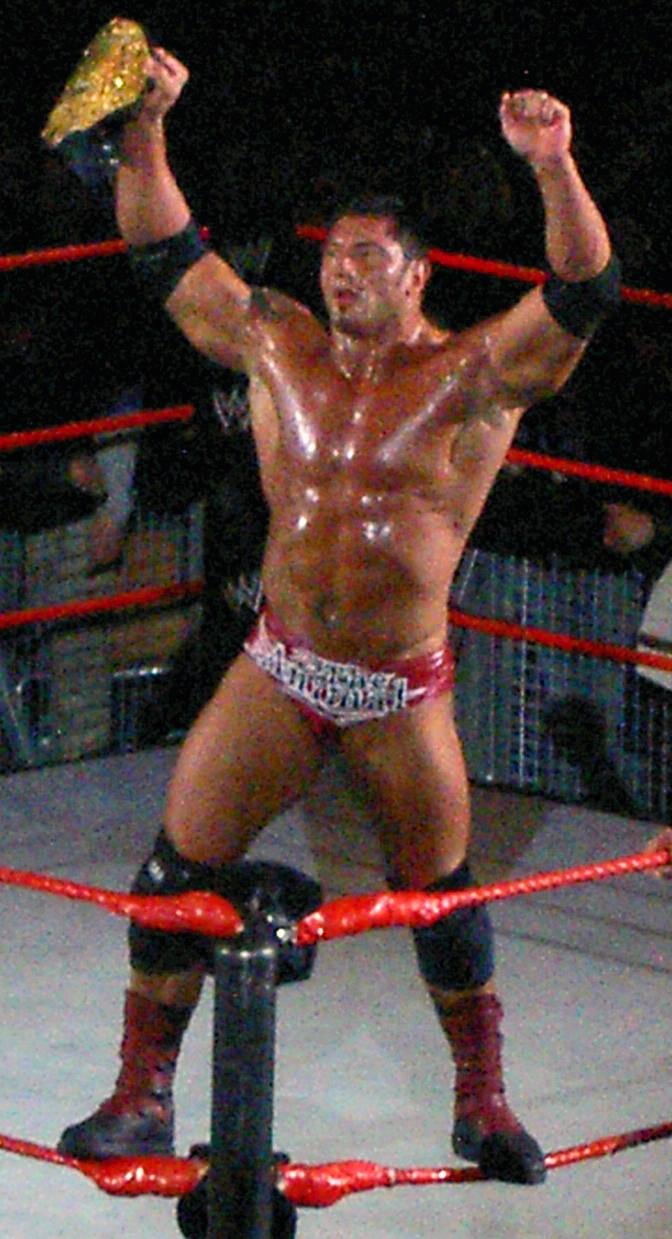
Batista fu possessore del World Heavyweight Championship più volte nel corso della Ruthless Aggression.

Nel 2005, Batista vinse la Royal Rumble e sfidò quindi il detentore del World Heavyweight Championship, Triple H, effettuando un turn face ed uscendo dalla stable dell'Evolution, che si sciolse dopo la sua uscita. A WrestleMania 21, Batista conquistò il titolo battendo Triple H, diventando campione del mondo per la prima volta. Triple H tentò di riconquistare il titolo a Backlash e a Vengeance, ma in entrambi i casi Batista ebbe la meglio sul suo ex mentore. Successivamente, passò a SmackDown!, dove difese con successo il titolo contro diversi wrestler di punta dello show, tra cui JBL ed Eddie Guerrero.
Il 9 gennaio 2006, a SmackDown!, Batista fu costretto a rendere vacante il World Heavyweight Championship a causa di un infortunio. Tornò in federazione nel luglio 2006, attaccando Mark Henry (nella storyline, fu Mark Henry ad infortunare Batista) e nel novembre dello stesso anno vinse per la seconda volta il World Heavyweight Championship battendo King Booker a Survivor Series. Batista perse poi nuovamente il titolo a WrestleMania 23 contro The Undertaker, cercando di riconquistarlo a Backlash, ma senza successo. Iniziò quindi una faida con Edge, che nel frattempo era diventato campione del mondo dopo aver incassato il Money in the Bank in una puntata di SmackDown nel maggio 2007, dopo che Undertaker e Batista avevano lottato in uno Steel Cage Match finito in parità. A Judgment Day, Batista venne sconfitto da Edge, non riuscendo a vincere il titolo di campione del mondo.
Nel settembre 2007 Batista vinse ancora una volta il World Heavyweight Championship battendo The Great Khali e Rey Mysterio in un Triple threat match. Detenne il titolo sino ad Armageddon dove perse in un Triple threat match in cui partecipavano, oltre a Batista, anche Undertaker ed Edge e dove a vincere il titolo del mondo fu proprio quest'ultimo.

### John Cena pluricampione WWE (2005–2007)

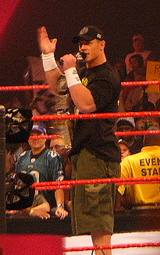
John Cena ebbe longevi regni da campione WWE durante la Ruthless Aggression e fu protagonista assoluto degli ultimi anni di quest'Era.

Nel 2005, John Cena divenne il nuovo contendente numero uno al WWE Championship battendo Kurt Angle a No Way Out, alla fine di un torneo indetto a SmackDown! dall'allora general manager Theodore Long. A WrestleMania 21, Cena sconfisse John Bradshaw Layfield diventando il nuovo campione di SmackDown! e conquistando così il suo primo titolo mondiale. Venne selezionato durante il draft per passare a Raw, dove sconfisse wrestler del calibro di Chris Jericho e Kurt Angle. Cena mantenne il titolo per quasi un anno, ovvero fino a New Year's Revolution, dove, pur avendo difeso con successo il WWE Championship contro Chris Masters, Kurt Angle, Kane, Shawn Michaels e Carlito in un Elimination Chamber match, venne affrontato dopo il match da Edge, che riuscì a sconfiggere facilmente un sanguinante Cena, incassando la valigetta del Money in the Bank e diventando così nuovo campione del mondo. Cena riuscì tuttavia a riconquistare il titolo alla Royal Rumble, sconfiggendo Edge. Durante questo regno è da ricordare che Cena sconfisse Triple H a WrestleMania 22 in un match valido per il titolo mondiale.
Cena perse nuovamente il titolo a One Night Stand contro Rob Van Dam, proprio a causa di un'intromissione di Edge. La faida con Edge, divenuta una delle più importanti dell'anno, terminò nel settembre 2006 in una puntata di Raw dopo uno steel cage match, in cui Cena riuscì a mantenere il titolo che aveva precedentemente vinto per la terza volta in carriera a Vengeance, in un TLC match sempre contro Edge. Durante questo nuovo regno, Cena collezionò diverse vittorie contro Umaga, tra cui si ricorda la difesa del titolo in un brutale Last Man Standing match alla Royal Rumble. A WrestleMania 23, John Cena sconfisse Shawn Michaels mantenendo il WWE Championship, in quella che forse fu fino a quel momento la sua più grande vittoria; infatti, festeggiò dopo il match circondato da coriandoli. Shawn Michaels e John Cena avevano inoltre formato un team vincendo i World Tag Team Championship, ma li mantennero solo per breve tempo a causa di dissidi tra i due. John Cena detenne il WWE Championship per più di un anno, difendendo il titolo contro molti wrestler tra cui Randy Orton, Edge e The Great Khali. Tuttavia, nell'ottobre 2007, dopo aver sconfitto Mr. Kennedy, subì un infortunio da parte di Randy Orton nella storyline, rendendo vacante il titolo. Il duraturo regno da campione di John Cena gli permise di diventare molto probabilmente il wrestler più popolare di quest'era, avendo dominato gran parte della programmazione degli eventi della WWE durante la Ruthless Aggression Era.

### Edge Mr. Money in the Bank e WWE Champion (2006–2007)

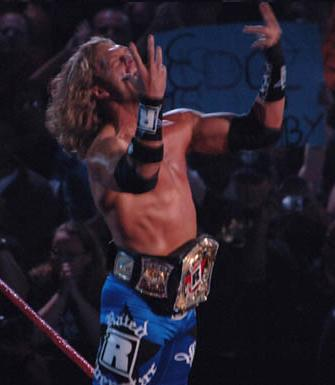
Edge nel suo secondo regno con il WWE Championship

Edge riuscì a imporsi nella Ruthless Aggression Era vincendo il primo Money in the Bank ladder match della storia a WrestleMania 21, conquistando così la possibilità di sfidare uno dei due campioni del mondo. Decise quindi di sfruttare tale title shot al termine dell'estenuante Elimination Chamber match di New Year's Revolution, affrontando un sanguinante John Cena e vincendo il WWE Championship dopo un brevissimo match. Malgrado la clamorosa strategia con cui Edge era riuscito a portare via il titolo a Cena, che gli valse il soprannome di "The Ultimate Opportunist" ("L'opportunista per eccellenza"), il suo primo regno da campione mondiale durò poco più di un mese, poiché alla Royal Rumble venne sconfitto proprio dall'ex campione John Cena.
Tuttavia, Edge riuscì a vincere nuovamente il titolo nel corso dello stesso anno, battendo Rob Van Dam, che aveva sconfitto John Cena per il WWE Championship proprio grazie al suo aiuto. Edge perse di nuovo il titolo due mesi più tardi contro John Cena in un TLC match a Unforgiven. Nel 2007, Edge tornò a vincere un titolo mondiale dopo essere passato a SmackDown ed aver incassato il Money in the Bank contract che aveva sottratto a un infortunato Mr. Kennedy. Questa volta, Edge sfruttò la valigetta per affrontare Batista e vincere il World Heavyweight Championship, titolo che dovette rendere vacante diversi mesi dopo a causa di un infortunio, ma che tornò a conquistare ad Armageddon, sconfiggendo Undertaker e Batista.

### Rey Mysterio conquista il World Championship (2006)

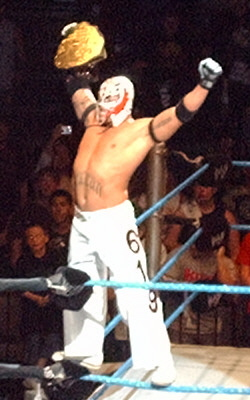
Mysterio è il più leggero World Heavyweight Champion della storia della WWE.

Dopo la prematura scomparsa dell'amico Eddie Guerrero, nel novembre 2005, Rey Mysterio iniziò a indossare polsini e T-shirt con loghi o immagini dedicati a Guerrero, dedicando le sue vittorie all'amico scomparso. Fu così che la WWE decise di concedere a Mysterio l'opportunità di essere al vertice della federazione. All'inizio del 2006, un notevole record si aggiunse al palmarès di Rey Mysterio: la vittoria della Royal Rumble 2006, avvenuta il 29 gennaio 2006. Partecipando col numero 2 alla Rumble e entrando con una lowrider in omaggio a Eddie Guerrero, Rey resistette fino alla fine dell'incontro, eliminando per ultimo Randy Orton e vincendo il match. Vincendo la Royal Rumble, Mysterio guadagnò una title shot per il titolo del mondo a WrestleMania XXII, il primo match per il titolo mondiale in un pay-per-view per Rey Mysterio. Inoltre, i 62 minuti di permanenza di Rey nel ring sono un record nella storia della Royal Rumble, ancora imbattuto. La vittoria di Rey suscitò l'ira di Randy Orton, eliminato da Rey; Orton sfidò subito Rey a un match con in palio la title shot a No Way Out, e la sfida fu accettata da Rey. Orton riuscì a strappare a Mysterio, barando, la title shot per WrestleMania nel match di No Way Out 2006. Il general manager Theodore Long, accortosi dell'ingiusta vittoria di Orton, rimise le cose a posto mettendo Rey Mysterio in un Triple Threat Match per il titolo del mondo a WrestleMania XXII contro il campione del mondo dei pesi massimi WWE Kurt Angle e Randy Orton. Nessuno pensava che Rey Mysterio potesse cambiare la storia del wrestling a WrestleMania 22. Nel triple threat match contro Kurt Angle e Randy Orton, Rey Mysterio ne uscì vincitore, battendo il neo-rivale Randy Orton e conquistando per la prima volta il titolo di campione del mondo dei pesi massimi WWE. Rey dedicò naturalmente il titolo al suo leggendario amico Eddie Guerrero e festeggiò a fine match con la moglie di Eddie, Vickie Guerrero, e col nipote Chavo Guerrero Jr.. Con questa vittoria, Rey entrò nella storia anche come il più basso (165 cm) e leggero (73 kg) campione del mondo nella storia della WWE, tanto che durante il suo regno da campione, il titolo perse la dicitura "Heavyweight". È inoltre il terzo wrestler mascherato (dopo Kane e Mankind) e il terzo wrestler ispanico (dopo Pedro Morales ed Eddie Guerrero) a vincere un titolo mondiale in WWE. Rey difese il suo titolo fino al pay-per-view The Great American Bash, dove perse il match titolato contro King Booker, il quale si aggiudicò la contesa grazie al prezioso aiuto della moglie Sharmell e all'inatteso turn heel di Chavo Guerrero.

### Rob Van Dam WWE e ECW Champion (2006)

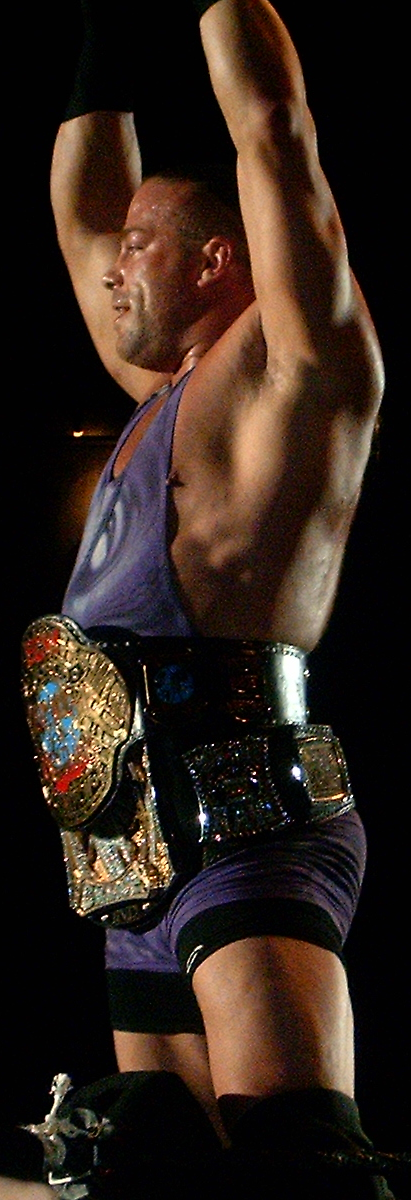
RVD venne nominato campione della nuova ECW dopo aver vinto il titolo WWE e detenne i due titoli contemporaneamente.

Nel 2006, dopo essere stato eliminato alla Royal Rumble, vinta da Rey Mysterio, wrestler di SmackDown!, nel roster di Raw, Rob Van Dam puntò subito al WWE Championship detenuto da John Cena, partecipando al Road to WrestleMania Tournament 2006 e arrivando fino alla finale del torneo contro Big Show e Triple H. Van Dam non riuscì a vincere, ma ovviò al problema guadagnando un posto nel Money in the Bank match di WrestleMania 22, sconfiggendo, durante l'edizione di Raw del 27 febbraio 2006, Trevor Murdoch.
Van Dam arrivò a WrestleMania da favorito e riuscì a vincere l'incontro, ottenendo la possibilità di disputare un match per uno dei due titoli del mondo in qualunque momento desiderasse, ma al massimo entro un anno. RVD vinse nuovamente il Titolo Intercontinentale a Backlash contro Shelton Benjamin, perdendolo appena due settimane dopo contro lo stesso Benjamin. RVD decise quindi di usare l'opportunità datagli dalla vittoria nel Money in the Bank Ladder Match a One Night Stand 2006 contro John Cena. Dopo che Edge, uscito dal sottoring con un casco, fece una devastante spear su John Cena contro un tavolo, Mr. Money in the Bank divenne Mr. WWE Champion con la Five Star Frog Splash su un Cena provato.
A seguito della vittoria, RVD tornò nella rediviva ECW, dove gli venne regalato l'ECW World Championship, da Paul Heyman, riattivato per l'occasione. Divenne quindi il primo wrestler a detenere tale titolo assieme al WWE Championship. RVD intraprese una faida con Edge per il titolo WWE, che fu difeso con successo dal lottatore ECW a Vengeance.
Tuttavia, il regno di campione del mondo di RVD era destinato a durare poco; infatti, il 3 luglio a Raw, dopo soli 22 giorni di regno, Van Dam perse il suo primo e finora unico WWE Championship in favore di Edge in un Triple Threat match che includeva anche John Cena. La sera successiva a ECW on Sci Fi, perse l'ECW World Championship contro Big Show, quando Heyman voltò le spalle a RVD, passando heel; questa situazione divenne in seguito conosciuta come "South Philly Screwjob". Più tardi, sul sito ufficiale della WWE, Heyman dichiarò di aver sospeso Van Dam per 30 giorni (kayfabe), senza fornire ragioni in merito. In realtà, la WWE sospese davvero Szatkowski per 30 giorni poiché arrestato qualche giorno prima per possesso di droga.

### Altri eventi rilevanti
La Ruthless Aggression Era vide diversi eventi significativi, come il ritorno della Hall of Fame, reintrodotta il giorno prima di WrestleMania XX, e che è tuttora in vigore. Molti vecchi wrestler, tra cui Hulk Hogan, Steve Austin, Bob Orton e Roddy Piper, furono introdotti nelle leggende della WWE e fecero sporadiche apparizioni durante gli show, con alcuni che disputarono anche match, come Hulk Hogan, che combatté un memorabile incontro a SummerSlam contro Shawn Michaels, vincendo. Questo periodo vide inoltre il ritorno di Undertaker a WrestleMania XX, dove tornò a utilizzare la gimmick del "Deadman", vincendo contro il suo fratellastro Kane, il quale era riuscito a seppellirlo in un Buried Alive match tra Undertaker e Vince McMahon alle Survivor Series.
Durante il 2003, vi fu una grande faida tra Kurt Angle e Brock Lesnar, con vittorie da entrambe le parti, conclusasi definitivamente con la vittoria di Lesnar durante un 60 minutes Iron Man match a SmackDown!. Sempre nel 2003, si ricorda anche il No Disqualification match disputato a SmackDown! tra Eddie Guerrero ed Edge, in cui, dopo una lunga rivalità, Edge riuscì a prevalere sul messicano, incontro che valse gli applausi del pubblico a Eddie Guerrero nonostante la sconfitta.

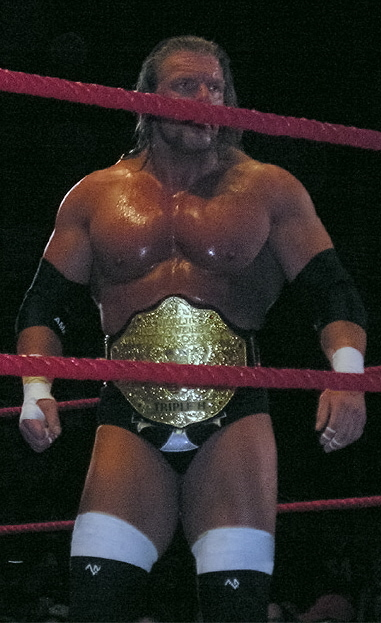
Triple H è stato un altro importante protagonista della Ruthless Aggression Era e più volte campione mondiale nel roster di Raw

Da segnalare anche la rivalità tra Randy Orton e Mick Foley nel 2004, che terminò a Backlash, facendo guadagnare ad Orton l'appellativo di "Legend Killer". Inoltre, Triple H riuscì a comparire nei main event titolati di ben cinque edizioni consecutive di WrestleMania (18, 19, 20, 21 e 22), tre delle quali da campione in carica, sebbene sia uscito vittorioso solamente in due delle suddette edizioni del PPV.
Per tutto il 2004 vi fu una faida tra Kurt Angle ed Eddie Guerrero, il quale aveva perso il WWE Championship contro JBL proprio a causa delle scorrettezze di Kurt Angle che aveva favorito JBL durante il suo match contro Guerrero. Kurt Angle infatti non aveva mai digerito le sconfitte subite contro Eddie Guerrero nei primi mesi del 2004, quando perse la possibilità di sfidare Brock Lesnar per il WWE Championship a No Way Out, dopo essere stato eliminato da Guerrero in una speciale 15-man battle royal match a SmackDown!, e la successiva sconfitta patita a WrestleMania XX ancora contro Guerrero per il WWE Championship. Per mesi, Angle si nascose dietro un finto infortunio, temendo di scoprire di non poter battere Guerrero e asserendo che Latino Heat era stato in grado di batterlo solamente con l'imbroglio. Kurt Angle si prese quindi la rivincita sconfiggendo Eddie Guerrero a SummerSlam, mentre Eddie Guerrero sconfisse Luther Reigns, la guardia del corpo di Kurt Angle, a No Mercy. La faida si concluse con la vittoria di Eddie Guerrero e del suo team, che riuscì a sconfiggere il Team Angle alle Survivor Series.
Un'altra delle principali faide del 2004 fu quella tra Chris Benoit e Triple H, i quali si affrontarono numerose volte nel corso dell'anno, quasi sempre con in palio il World Heavyweight Championship. Chris Benoit riuscì sempre a prevalere sul suo avversario, finché il canadese non perse il titolo contro Randy Orton, che divenne il più giovane campione della federazione. Orton iniziò a sua volta una faida con il suo ex mentore Triple H, che riuscì, dopo mesi, a riprendersi il titolo che Benoit gli aveva sottratto a WrestleMania XX.
Durante la Ruthless Aggression Era, furono combattuti numerosi Hell in a Cell match, tra cui ricordiamo quello tra Triple H e Batista a Vengeance, dove a vincere fu quest'ultimo, e quello tra The Undertaker e Randy Orton ad Armageddon, dove a prevalere fu il primo. Vennero disputati nuovamente gli "I quit" match, che non venivano disputati dalla Royal Rumble del 1999, dove si sfidarono Mankind e The Rock. Il primo "I quit" match della Ruthless Aggression Era fu disputato da John Cena e JBL a Judgment Day, con la vittoria del primo. Questo match venne riproposto a SummerSlam tra Mick Foley e Ric Flair, con la vittoria di quest'ultimo; entrambi furono incontri molto violenti e combattuti. Si ricordano inoltre numerosi grandi match durante questa era, tra cui tre Money in the Bank ladder match e diversi Elimination Chamber match, tra cui i più spettacolari come quello di Survivor Series, vinto da Shawn Michaels, e quello di New Year's Revolution, vinto da Triple H.
Furono inoltre disputati molti match spettacolari a WrestleMania, molti dei quali combattuti da Shawn Michaels, che puntualmente riusciva a realizzare il Match of the Year ("match dell'anno"). Si ricorda il Triple Threat match di WrestleMania XX, dove Shawn Michaels ha combattuto contro Chris Benoit e Triple H, con la vittoria del canadese; il match di WrestleMania 21 che Shawn Michaels disputò contro Kurt Angle, con quest'ultimo che ne uscì vittorioso; il No Holds Barred Match di WrestleMania 22 contro Vince McMahon, dove a vincere stavolta fu proprio Shawn Michaels; e il match a WrestleMania 23 contro John Cena, il quale riuscì a prevalere sul texano.
Si ricorda anche la rivalità tra Ric Flair e il suo ex migliore amico Triple H, con diversi cruenti match a Taboo Tuesday, in uno steel cage match vinto da Ric Flair, che mantenne l'Intercontinental Championship, e alle Survivor Series, dove i due si affrontarono in un Last Man Standing Match, dove stavolta a vincere fu Triple H.

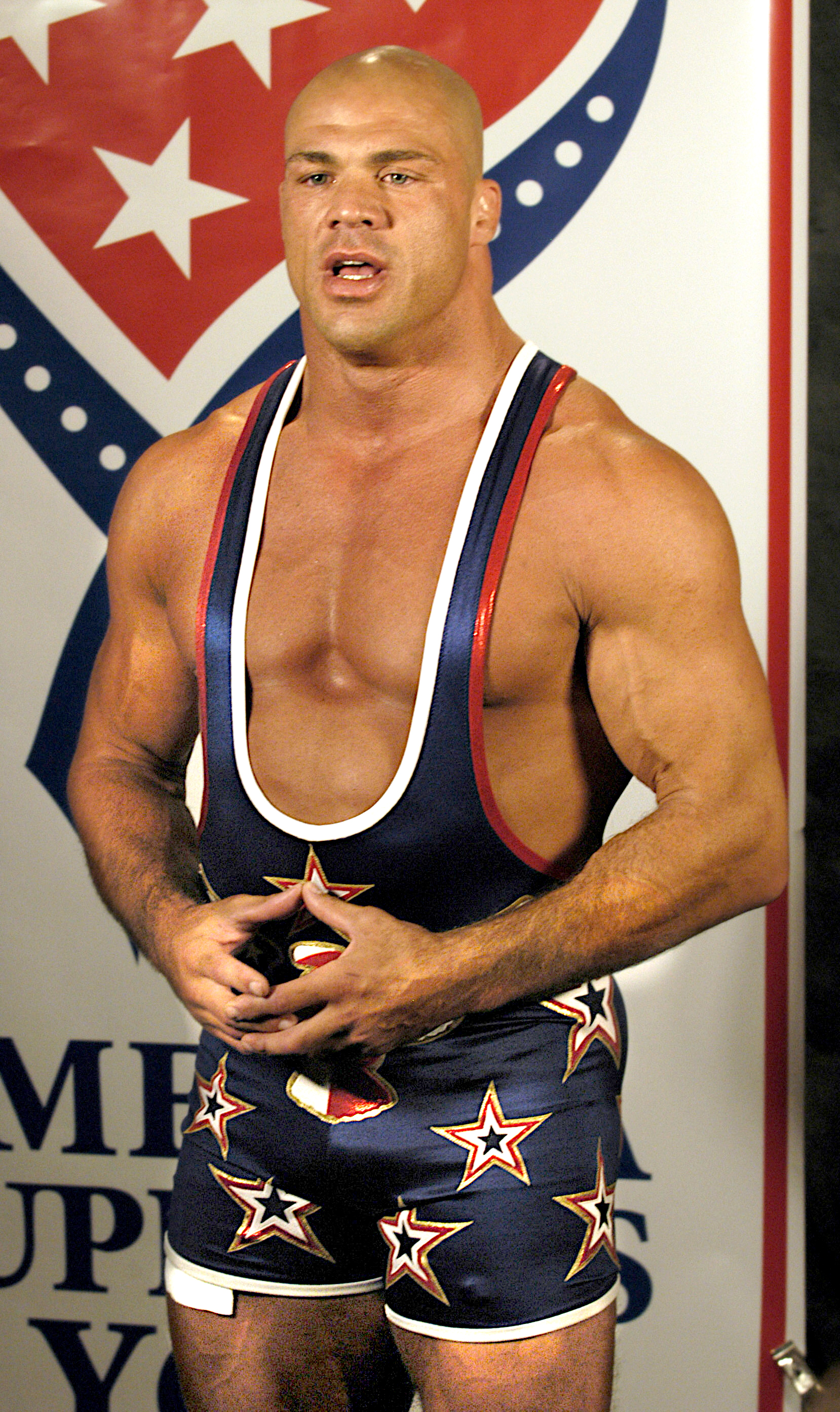
Kurt Angle è stato un altro importante protagonista della Ruthless Aggression Era e più volte campione mondiale nel roster di SmackDown

Un'altra faida molto duratura e combattuta fu quella tra John Cena ed Edge, che si contesero il WWE Championship con vittorie da entrambe le parti per tutto il 2006. La rivalità si concluse con le vittorie di John Cena in un Tables, Ladders and Chairs match a Unforgiven e di nuovo in uno Steel Cage match a Raw. Successivamente, vi fu un memorabile Hardcore match tra Edge e Mick Foley a WrestleMania 22, vinto dal primo.
Nel 2006, la WWE acquistò il marchio della ECW, includendola come terzo roster nei propri show e nominando Paul Heyman come general manager. Molti vecchi wrestler della Extreme Championship Wrestling ebbero faide o si esibirono in vari match contro i wrestler della WWE e tra di loro, tra cui Sabu, Tommy Dreamer, The Sandman e Rob Van Dam. Altri nuovi wrestler vennero inclusi nel roster estremo, tra cui Marcus Cor Von ed Elijah Burke, e promettenti divas come Kelly Kelly. Rob Van Dam riuscì a vincere anche il WWE Championship nel 2006, incassando il suo Money in the Bank contract vinto a WrestleMania 22, e venne proclamato nuovo detentore dell'ECW Championship, poiché Paul Heyman fece reinstaurare il vecchio titolo della ECW.
Sempre nel 2006, venne riproposto il torneo King of the Ring, vinto da Booker T, che rinominò il suo personaggio in King Booker, vincendo poi il titolo di campione del mondo dei pesi massimi contro Rey Mysterio, aggiungendolo ai suoi altri cinque titoli mondiali vinti in WCW. Successivamente, King Booker vinse anche l'incontro tra i tre campioni del mondo della WWE, sconfiggendo i campioni del mondo di Raw ed ECW, ovvero John Cena e The Big Show, in un Triple Threat Match a Cyber Sunday.
Nel 2007 vi fu una rivalità tra il chairman della WWE, Vince McMahon, e Donald Trump, i quali fecero affrontare a WrestleMania 23 Bobby Lashley ed Umaga, con Lashley dalla parte di Trump e Umaga dalla parte di McMahon. Il match venne arbitrato da Steve Austin e vide vittorioso Lashley, il quale costrinse, secondo un particolare accordo del match, Vince McMahon a farsi rasare completamente i capelli.
Questa rivalità culminò in quello che venne definito la Battle of the Billionaires, un incontro che attirò l'attenzione dei media e contribuì a rendere WrestleMania 23 uno degli eventi più seguiti nella storia della WWE. La scommessa prevedeva che il perdente si sarebbe dovuto far rasare a zero, e dopo la vittoria di Lashley, Trump si divertì a rasare la testa di McMahon sul ring, creando un momento memorabile per i fan.
La storyline tra McMahon e Trump non solo portò a un grande match, ma contribuì anche ad aumentare le vendite del pay-per-view, rendendo WrestleMania 23 uno dei più acquistati di sempre.

## Tragedie

### La morte di Eddie Guerrero e l'istituzione del Wellness Program

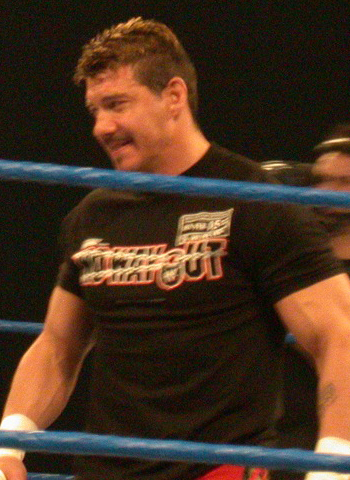
Eddie Guerrero

La mattina del 13 novembre 2005, gli atleti di entrambi i roster si trovavano in un hotel di Minneapolis, città nella quale avrebbero dovuto svolgersi alcuni show della federazione. Eddie Guerrero però non rispose alla telefonata per il risveglio mattutino e il personale della sicurezza si trovò costretto ad aprire la sua stanza. Chavo Guerrero Jr. fu il primo ad entrare e trovò suo zio privo di conoscenza. Chavo tentò la respirazione artificiale, ma Eddie Guerrero fu dichiarato morto all'istante. Eddie Guerrero fu il primo lottatore sotto contratto dalla WWE a morire dopo l'incidente di Owen Hart. Vickie Guerrero, moglie di Eddie, annunciò successivamente che l'autopsia aveva rivelato un decesso dovuto ad infarto e smentì coloro che pensavano che la morte fosse causata dall'uso di droghe e alcool (sostanze che comunque il wrestler messicano aveva assunto in passato per diversi anni).
Eddie Guerrero morì proprio nel giorno in cui avrebbe dovuto sostenere un match per il World Heavyweight Championship contro Batista e Randy Orton, che lo vedeva favorito. La compagnia organizzò una serata tributo, durante la quale si tennero due puntate di Raw e di SmackDown! dedicate entrambe al wrestler da poco deceduto. Il 1º aprile 2006, Eddie Guerrero fu introdotto postumo nella Hall of Fame da Rey Mysterio, Chris Benoit e il nipote Chavo Guerrero.
Vince McMahon annunciò un nuovo piano antidroga per la WWE, che riduceva, attraverso controlli più frequenti e precisi, la possibilità di problemi di salute dei lottatori, ossia il Wellness Program. Il primo atleta a farne le spese fu Eugene, trovato positivo all'uso di una sostanza dopante e allontanato temporaneamente dalla federazione.
Dopo la morte di Eddie Guerrero, la WWE continuò a utilizzare il nome dell'atleta in varie storyline, tra le quali la più famosa resta quella tra Randy Orton e Rey Mysterio. Rey Mysterio fu battuto da Randy Orton, ma ottenne ugualmente un incontro per il World Heavyweight Championship a WrestleMania 22, che vinse, dedicando il titolo all'amico defunto.
La storyline tra Orton e Mysterio si sviluppò ulteriormente, con Orton che fece commenti controversi riguardo alla morte di Guerrero, utilizzando la sua scomparsa per provocare Mysterio e intensificare la rivalità. Questo portò a un match tra Rey e Randy a No Way Out, dove Orton sconfisse Mysterio, guadagnandosi un posto nel match per il World Heavyweight Championship a WrestleMania 22. La vittoria di Mysterio a WrestleMania non solo segnò un trionfo personale, ma servì anche come omaggio al suo amico e mentore, Eddie Guerrero, contribuendo a mantenere viva la sua memoria nel mondo del wrestling.

### L'omicidio/suicidio di Chris Benoit
Lunedì 25 giugno 2007, la WWE annunciò, attraverso un comunicato sul proprio sito internet, la morte del wrestler canadese Chris Benoit. Il corpo di Chris Benoit fu rinvenuto nella sua casa di Fayetteville, in Georgia, assieme a quello della moglie Nancy Benoit e del loro figlio Daniel di sette anni. Il 26 giugno, la polizia dichiarò ufficialmente che si era trattato di un caso di doppio omicidio e suicidio: Chris Benoit uccise la moglie venerdì 22 giugno strangolandola e poi soffocò Daniel sabato 23 giugno, per poi suicidarsi nella notte tra sabato e domenica. Fu la stessa WWE a chiedere alla polizia della Contea di Fayette il 25 giugno di recarsi a casa di Benoit per controllare che egli stesse bene; alcuni dipendenti della federazione erano allarmati poiché avevano ricevuto degli strani messaggi da Chris Benoit nella notte tra sabato e domenica e chi si era messo in contatto con lui nel pomeriggio di sabato rimase colpito dal suo tono di voce dimesso e stanco. La federazione provò a contattare Benoit in tutti i modi nella giornata di domenica, senza riuscirvi.

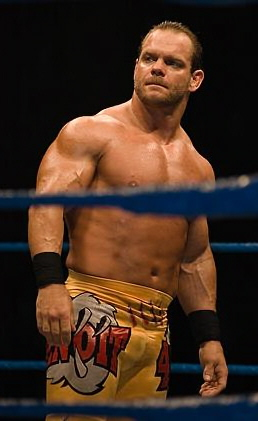
Chris Benoit

Sulle prime, la federazione, che non era a conoscenza della effettiva portata di quanto accaduto, annullò la puntata di Raw prevista per la serata di lunedì, trasformandola in uno spettacolo di tributo di tre ore in memoria del lottatore. Vince McMahon ruppe la kayfabe (nella programmazione televisiva della WWE, McMahon era ufficialmente "morto" in un'esplosione) apparendo sul ring e annunciando che lo spettacolo sarebbe stato dedicato al ricordo di Benoit; nel corso del programma molti wrestler ricordarono Benoit con le loro parole e furono mandati in onda dei filmati tratti dal DVD dedicato a Benoit. Sul sito della federazione furono anche pubblicati testi e filmati nei quali wrestler e addetti ai lavori ricordavano a modo loro la figura di Benoit.
Tuttavia, col passare delle ore si fece chiarezza su ciò che realmente avvenne nella casa di Chris Benoit ed il comportamento della federazione in merito cambiò radicalmente: tutti i contenuti commemorativi del wrestler canadese furono eliminati dal sito web, assieme a tutti gli oggetti di merchandising (come magliette e DVD) ricollegabili alla figura di Chris Benoit. In seguito, la WWE rilasciò alcuni comunicati nei quali erano riportate le cronologie dei fatti per quanto riguarda la federazione: furono inseriti tutti gli avvenimenti a partire dalla giornata di sabato che spinsero in seguito la federazione a contattare le autorità. Il drastico cambiamento di rotta fu confermato dallo stesso Vince McMahon nel corso della puntata settimanale della ECW: Vince McMahon disse che quanto fatto a Raw era stata una conseguenza delle scarse informazioni in possesso della federazione, ma che da quel momento, giacché le notizie giunte erano più chiare, di Benoit non si sarebbe mai più parlato. Tuttavia, per una forma di rispetto ed in segno di lutto nella puntata in questione, così come nella successiva puntata di SmackDown, i wrestler si sarebbero limitati esclusivamente a lottare, senza alcun riferimento a faide, angle o storyline.
Sempre il 26 giugno, la WWE annunciò ufficialmente l'annullamento del tour previsto per la metà di luglio in Canada. La puntata di Raw di tributo a Chris Benoit non fu distribuita ad alcuna televisione estera, ad eccezione di ART Sport (tv araba) e BSkyB (televisione inglese), che la mandarono in onda integralmente. SKY Italia e le altre televisioni trasmisero invece un'edizione contenente i migliori match del biennio 2006-2007.
Dopo la morte di Chris Benoit, l'emittente televisiva italiana Italia 1, che trasmetteva per l'Italia SmackDown!, decise di non trasmettere più il programma.